# Anvil
Anvil (рус. Наковальня) — канадская метал-группа из Торонто,  образованная в 1978 году. После выпуска дебютного альбома Hard 'n' Heavy (1981), группа открыла для себя технически продвинутый спид-метал, на таких альбомах, как Metal on Metal (1982), Forged in Fire (1983), Backwaxed (1985), Pound for Pound (1988), проложивших путь для таких исполнителей, как Megadeth и Metallica.
К 1984 году группа заработала достаточно признания, чтобы стать хедлайнером таких мероприятий, как японский Super Rock Festival, наряду с Whitesnake, Bon Jovi и Scorpions, но крупный коммерческий успех все ещё ускользал от них. Наибольшего успеха достиг альбом Strength of Steel 1987 года, который ворвался в Billboard 200 и достиг 191 строчки. К сожалению, как и у многих других, судьба Anvil резко пошла на убыль в 90-х.

## История группы
Группа Anvil появилась в апреле 1973 году в г. Торонто (Канада). Тогда два школьных друга — Стив Липс и Робб Райнер, начали играть вместе.
История этой группы из Торонто восходит корнями к 1972 году, когда Стив Кудлоу и Робб Рейнер начали музицировать вместе. Однако прошло целых шесть лет, пока команда не сформировалась окончательно. Первый состав выглядел так: Стив «Липс» Кудлоу (вокал, гитара), Робб Рейнер (ударные), Дэйв Эллисон (вокал, гитара) и Ян Диксон (бас). Ещё три года банде, носившей тогда название «Lips», потребовалось для записи своего первого альбома. «Hard N’Heavy» был выпущен силами самих музыкантов, а через некоторое время группа заключила контракт с «Attic records», на которой пластинка вышла уже под вывеской «Anvil». Стиль группы ещё не был отработан, и диск содержал не очень тяжёлые, хотя местами цепляющие вещи.
Зато на следующий год на свет появился мощный альбом «Metal on metal», ставший одним из лучших релизов в дискографии коллектива. Забойная заглавная композиция стала впоследствии своего рода девизом «Anvil». Достойными треками стали и «Heat Sink», «Tease Me, Please Me», «666».
В 1983-м команда повторила успех, выбросив на рынок «Forged in fire», ничем не уступавший своему предшественнику. И хотя композиции немного потеряли в скорости, зато оставались достаточно тяжёлыми. Чтобы двигаться дальше к успеху, группа решила перебраться на более продвинутый лейбл «Metal blade». Однако за ней остался должок для «Attic», и музыканты выпустили пластинку, состоящую из пяти лучших вещей с предыдущих релизов и пяти ранее не реализованных треков. Продюсировал альбом Рик Броуд, что было довольно странным выбором, поскольку Рик ранее работал с более коммерческими «Poison». Диск заметным образом отличался в худшую сторону от предыдущих работ и содержал лишь одну неплохую вещицу, «Backwaxed».
Новый студийник вышел лишь в 1987 году и оказался провальным, т. к. былая тяжесть «Anvil» куда-то испарилась. Чтобы исправить положение, группа утяжелила саунд на следующем «Pound for pound», но альбом все равно был слабоват. Последним релизом на «Metal blade» стал концертник «Past and present», куда для достижения успеха были включены пять вещей с «Metal on metal». Фортуна продолжала отворачиваться от «Anvil», и вскоре ряды группы покинул Дэйв Эллисон.
В деятельности коллектива наступило длительное затишье, продолжавшееся до 1991 года. Команда вернулась с новым гитаристом, американцем Себастьяном Марино и с новым контрактом от канадского независимого лейбла «Maximum records». Камбэк оказался удачным, и фаны наконец-то получили качественный тяжёлый и агрессивный альбом «Worth The Weight» с мрачными текстами. Музыканты теперь не стали торопиться, и следующий релиз состоялся лишь в 1996 году. К этому времени Марино ушёл в «Overkill» и был заменен Айвэном Хердом, а на место басиста сначала занимал Майк Данкан, уступивший его после выхода «Plugged in permanent» Гленну «Файву» Джиорффи.
Обновление состава пошло команде на пользу, и её саунд стал ещё тяжелее и агрессивнее. Последующие за «Plugged in…» альбомы «Absolutely no alternative» и «Speed of sound» были выдержаны в таком же ключе и закрепили репутацию «Anvil» как успешной тяжелой команды. В 1999-м был издан сборник действительно лучших вещей «Anthology of Anvil». А в 2001-м и 2002-м годах команда продолжила радовать своих фанов качественными современными тяжёлыми альбомами «Plenty of power» и «Still going strong».

## Дискография
- Hard 'n' Heavy (1981)
- Metal on Metal (1982)
- Forged in Fire (1983)
- Backwaxed (Сборник) (1985)
- Strength of Steel (1987)
- Pound for Pound (1988)
- Worth the Weight (1992)
- Plugged in Permanent (1996)
- Absolutely No Alternative (1997)
- Speed of Sound (1999)
- Anthology of Anvil (Сборник) (2000)
- Plenty of Power (2001)
- Still Going Strong (2002)
- Back to Basics (2004)
- This Is Thirteen (Самиздат, 2007) (Переиздан  VH1 Classic Records 15 сентября 2009 с бонус треком "Thumb Hang")
- Juggernaut of Justice (10 мая 2011)
- Monument of Metal (Сборник) (27 сентября 2011)
- Hope In Hell (2013)
- Anvil Is Anvil (2016) (Steamhammer Records)
- Pounding the Pavement (2018)
- Legal at Last (2020) (AFM Records)
- Impact Is Imminent (2022)

## Состав группы
Текущий состав
- Стив «Lips» Кудлоу[англ.]  — вокал, гитара (1978—наши дни)
- Крис Робертсон — бас-гитара (2014—наши дни)
- Робб «Robbo» Райнер — ударные (1978—наши дни)

Бывшие участники
- Дэйв «Squirrely» Эллисон  — гитара, вокал (1978—1989)
- Айан «Dix» Диксон  — бас-гитара (1978—1993)
- Себастьян Марино — гитара (1989—1995)
- Майкл Дункан — бас-гитара (1993—1996)
- Айвэн Херд — гитара (1995—2007)
- Гленн «Glenn Five» Джиорффи — бас-гитара, бэк-вокал (1996—2012)
- Сэл Италиано — бас-гитара (2012—2014)

Временная шкала